# Cine de contenido abierto

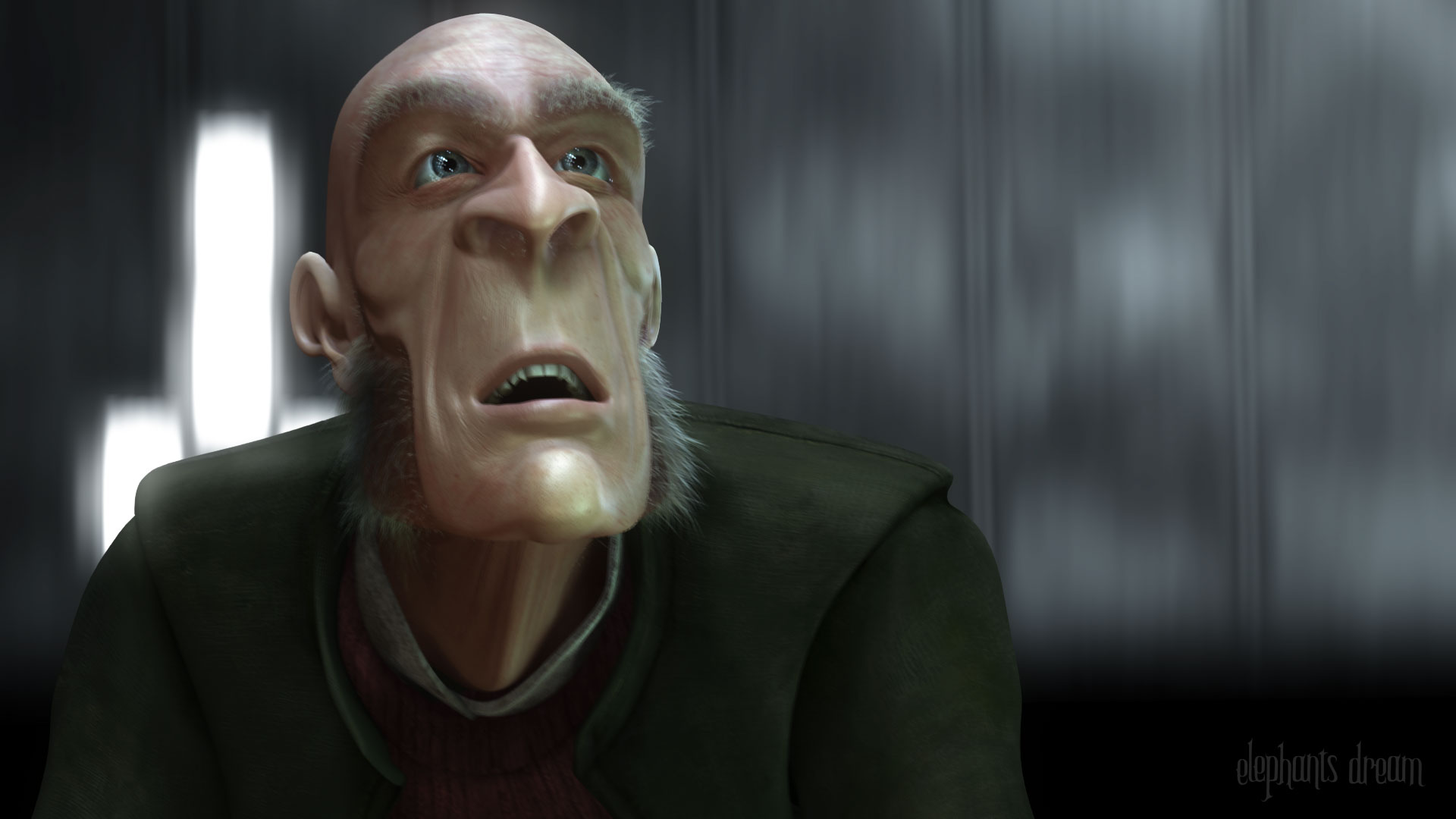
imagen de Elephants Dream, la primera película considerada cine de contenido abierto.

Cine de contenido abierto (en inglés: open content film) es aquel que se que se acoge para su distribución a una licencia abierta o libre (Creative Commons, Copyleft e incluso GNU GPL).
Además de esa característica esencial que es imprescindible para poder calificar un determinado producto audiovisual como una obra de "cine de contenido abierto" hay otras características opcionales que suelen estar presentes en este tipo de proyectos:
- La utilización en la producción de la película de programas de software libre o código abierto.

- La organización del trabajo mediante metodologías abiertas de participación y creación colaborativa. Como por ejemplo la redacción del guion a través de procesos de producción textual colaborativa.

- La libre distribución de secuencias del montaje e incluso de material en bruto que permita a terceros evolucionar el proyecto o realizar sus propias versiones y obras derivadas de manera similar a lo que sucede con el fanfiction.

- Datos: Q5769569